# Хајди Сантамарија
Хајди Сантамарија Кудрадо (шп. Haydée Santamaría Cuadrado; Виља Клара, 30. децембар 1922 — Хавана, 28. јул 1980) је била кубанска револуционарка и политичарка, која се сматра хероином постреволуционарнског периода Кубе. Учествовала је у нападу на касарне Монкада у граду Сантијаго де Куба, а напад је предводио Фидел Кастро, 26. јула 1953. године. Била је оснивачица Централног комитета Комунистичке партије Кубе и једна од првих жена које су приступиле тој партији. Учествујући у нападу на касарну Монцада, Хајди је међу релативно малом групом људи који су били укључени у сваку фазу Кубанске револуције, од њеног настанка, до његовог остварења.

## Детињство и младост
Рођена у кубанској провинцији Виља Клара, 30. децембра 1922. године. Њени родитељи били су шпански имиграти из Галиције, Јоакин Курадо и Абел Бенигно Сантамарија. Била је најстарија међу петоро деце, сестрама Аидом и Адом и браћом Абелом, Алдом. Похађала је само шест разеда школе, што није било неуобичајено због сиромаштва и тадашњих обичаја о ретком и кратком школовању жена. Ипак Хајди је из љубави према читању и учењу више пута ишла у шести разед, иако га је пре тога завршила. У школи се упознала са важним писцима, међу којима је и Хосе Марти, важна фигура кубанске књижевности и национални симбол независности.
Након што је покушала да постане медицинска сестра и након што је постала наставник за кратко време, Хајди је успела да се осамостали од своје конзервативне породице,  придруживши се њеном брату Абелу Сантамарији у граду Хавана почетком педесетих година. У Хавани је у то време почела да се сусреће са Абеловим пријатељима, међу њима и са Фидел Кастром.
Хајди Сантамарија и Мелба Хернандез биле су једине две жене које су директно учествовале у нападу на касарне Монсада, 26. јула 1953. године.
И након 26. јула 1953. године, Хајди је била укључена у велики број акција које су се одвијале. Учествовала је у транспорту оружја, прикључила се покрету Покрету 26. јул, организовала и помагала у састанцима лидера те партије.

## Револуцијске и постреволуцијске активности
Након учествовања у нападу на касарне Монсада, Хајди је завршила у затвору, где је психички и физички малтретирана, како би одала остале учеснике тог напада и друге битне ствари. Након пиштања на слободу, помогла је да се поново оснује Покрет 26. јул и придружила се герилама које су водили Фидел Кастро и Че Гевара. Била је члан женског батаљона, који је основао Фидел Кастро, 4. септембра 1958. године.
Након Кубанске револуције, 1959. године основала је културну институцију Casa de las Américas и била њен директор две деценије. Та институција је пружала подршку  радовима латиноамеричких одметника и постоји и данас. Институција је промовисала књижевност, донела иновативну музику, сликарство и позориште кубанском народу. Њена подршка уметности и њена преданост духу револуције помогле су јој да упозна велики број уметника из целе земље, којима је између осталог и помагала.

## Приватни живот и смрт
Удала се за Арманда Харта и са њим имала двоје деце, кубанског писца Селија Харта и Абела Харта. Заједно са својим супругом помогла је великом броју деце, а управљали су и сиротиштем. Хајди је била склона депресији, а након две деценије брака, развела се од свог супруга Арманда Харта.
Починила је самоубиство 28. јула 1980. године у свом дому. Догађаји за време Кубанске револуције оставили су неизбрисив траг на психу Хајди, а она је током тог периода изгубила велики број драгих људи, што је довело до њеног лабилног психичког стања.